# Billy Armstrong
Billy Armstrong (14 de janeiro de 1891 — 1 de março de 1924) foi um ator inglês.
Billy Armstrong nasceu em 14 de janeiro de 1891, em Bristol, Inglaterra.
Armstrong foi um atuador regular em filmes de Charlie Chaplin e outros.
Armstrong faleceu de tuberculose em 1 de março de 1924, em Sunland-Tujunga, Califórnia, Estados Unidos.

## Filmografia selecionada
- The Tramp (1915)